# Rhein II
Rhein II est une photographie de l'artiste allemand Andreas Gursky, réalisée en 1999 près de Düsseldorf en Allemagne. En 2011, une impression est adjugée pour 4,3 millions $, en faisant la photographie la plus chère jamais vendue.

## Description
Rhein II est une photographie, dont le tirage est réalisé par impression couleur chromogène, monté sur un verre acrylique avant d'être placé dans un cadre.
L'image en elle-même mesure 190 × 360 cm, tandis que le cadre mesure 210 × 380 cm.
L'image représente le Rhin, coulant horizontalement dans le champ de vision, entre des champs verts sur chaque rive, sous un ciel couvert.
Tous les détails superflus, comme les promeneurs et un bâtiment d'usine, sont éliminés par l'auteur par édition numérique.
Justifiant cette manipulation photographique, Gursky explique que « paradoxalement, cette vue du Rhin ne peut être obtenue in situ, une construction fictive est requise pour fournir une image précise d'une rivière moderne ».
Cette photographie ressemble à une peinture abstraite.

## Historique
Andreas Gursky réalise la photographie en 1999 à un endroit qu'il avait repéré en faisant son jogging quotidien. Il s'agit du deuxième (et du plus grand) élément d'une série de six images représentant le Rhin. L'impression est acquise par la galerie Monika Sprüth (en) à Cologne, puis achetée par un collectionneur allemand anonyme. Celui-ci vend l'impression aux enchères à Christie's New York le 8 novembre 2011 ; la société estime l'œuvre entre 2,6 et 3,5 millions $. Elle se vend finalement pour 4 338 500 $. L'identité de l'acheteur n'est pas révélée.

## Réception  par les critiques d'art
L'œuvre est décrite par l'écrivaine Florence Waters dans le Daily Telegraph comme une « variante contemporaine vibrante, superbe et mémorable — je devrais dire inoubliable — sur (...) le paysage romantique», et par la journaliste Maev Kennedy du Guardian comme « une image boueuse du Rhin gris sous des cieux gris  ».